# 北非

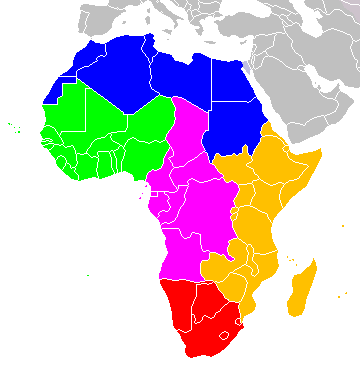
非洲分區：
非洲北部
非洲西部
非洲中部
非洲東部
非洲南部

与撒哈拉以南非洲相对，北非（英语：North Africa或Northern Africa）即非洲大陆北部地区，习惯上为苏丹热带草原以北非洲广大区域。联合国定义的“北非”，是指撒哈拉沙漠以北地区，包括埃及、利比亚、阿尔及利亚、突尼斯、摩洛哥；而广义上被定义为“北非”地区的，除以上国家外，还包括虽在撒哈拉以南，但与北非诸国同以阿拉伯人为主体民族的苏丹（不包括南苏丹），以及有主权归属争议的西撒哈拉地区。

## 國家介绍
| 国家和地区     | 面积 （2016年）（平方公里） (km²) | 人口 （2016年） | 人口密度 （2016年）（每平方公里） (per km²) | 首都     | 国内生产总值 (2016年) (美元 十亿美元) | 人均国内生产总值 (2016) (美元美元) | 法定货币                             | 政体                   | 官方语言                                                                                           |
| -------------- | --------------------------------- | --------------- | ------------------------------------------- | -------- | ------------------------------------- | ---------------------------------- | ------------------------------------ | ---------------------- | -------------------------------------------------------------------------------------------------- |
| 阿尔及利亚     | 2,381,740                         | 40,606,052      | 17.05                                       | 阿尔及尔 | $160,784                              | $15,281                            | 阿尔及利亚第纳尔                     | 总统共和制             | 阿拉伯语及柏柏尔语 (均为官方），法语是常用语言                                                     |
| 埃及           | 1,001,450                         | 95,688,681      | 96                                          | 开罗     | $332,349                              | $12,554                            | 埃及镑                               | 半总统制共和国         | 埃及阿拉伯语（官方语言为标准阿拉伯语）                                                             |
| 利比亞         | 1,759,540                         | 6,293,253       | 3.58                                        | 的黎波里 | $33,157                               | $8,678                             | 利比亚第纳尔                         | 委员会制议会共和制     | 阿拉伯语                                                                                           |
| 摩洛哥         | 446,550 （不含西撒哈拉）          | 35,276,786      | 73.1                                        | 拉巴特   | $103,615                              | $8,330                             | 摩洛哥迪拉姆                         | 君主立宪制             | 阿拉伯语及柏柏尔语 (均为官方），法语是常用语言                                                     |
| 突尼西亞       | 163,610                           | 11,403,248      | 63                                          | 突尼斯市 | $41,869                               | $11,634                            | 突尼斯第纳尔                         | 议会共和制             | 阿拉伯语，法语是常用语言                                                                           |
| 休達           | 18.5                              | 82,376          | 4,500                                       | —        | —                                     | —                                  | 欧元 (官方), 摩洛哥迪拉姆 (用于贸易) | 西班牙自治市存领土纠纷 | 西班牙语                                                                                           |
|                | 12.3                              | 78,476          | 6,380.1                                     | —        | —                                     | —                                  | 欧元, 摩洛哥迪拉姆 (用于贸易)        | 西班牙自治市存领土纠纷 | 西班牙语                                                                                           |
| 西撒哈拉       | 266,000                           | 538,755         | 0.37                                        | —        | —                                     | —                                  | 摩洛哥迪拉姆                         | 存领土纠纷             | 摩洛哥/哈桑尼亚阿拉伯语和法语（摩洛哥控制区），阿拉伯语和西班牙语（ 撒拉威阿拉伯民主共和國控制区） |
| 参见: 世界概况 |                                   |                 |                                             |          |                                       |                                    |                                      |                        | |

### 详细介绍
| 主權国家               | 首都           | 政体             | 国体   | 國家元首       | 國家元首姓名           | 政府首腦 | 政府首腦姓名           | 國旗 | 國徽 | 地圖 |
| ---------------------- | -------------- | ---------------- | ------ | -------------- | ---------------------- | -------- | ---------------------- | ---- | ---- | ---- |
| 埃及                   | 开罗           | 总统制           | 共和国 | 总统           | 阿卜杜勒-法塔赫·塞西   | 总理     | 穆斯塔法·马德布利      |      |      |      |
| 苏丹                   | 喀土穆         | 总统制           | 共和国 | 主权委员会主席 | 阿卜杜勒·法塔赫·布尔汉 | 總理     | 卡米尔·伊德里斯        |      |      |      |
| 突尼西亞               | 突尼斯市       | 半总统制         | 共和国 | 突尼斯总统     | 凯斯·赛义德            | 总理     | 莎拉·曾兹丽            |      |      |      |
| 阿尔及利亚             | 阿尔及尔       | 半总统制         | 共和国 | 总统           | 阿卜杜勒-马吉德·特本   | 总理     | 纳迪尔·阿尔巴维        |      |      |      |
| 利比亞                 | 的黎波里       | 委员会制         | 共和国 | 总统委员会主席 | 穆罕默德·門菲          | 总理     | 阿卜杜勒·哈米德·德贝巴 |      |      |      |
| 摩洛哥                 | 拉巴特、廷杜夫 | 二元制君主立宪制 | 君主国 | 国王           | 穆罕默德六世           | 首相     | 阿齐兹·阿赫努什        |      |      |      |
| 撒拉威阿拉伯民主共和國 | 阿尤恩         | 一党专政         | 共和国 | 总统           | 卜拉欣·加利            | 总理     | 布什拉亚·哈穆迪·巴尤恩 |      |      |      |

## 历史
北部非洲的历史可以分为：史前、古典时代、罗马统治时期、阿拉伯征服及统治、歐洲殖民統治时期等。

### 史前时期

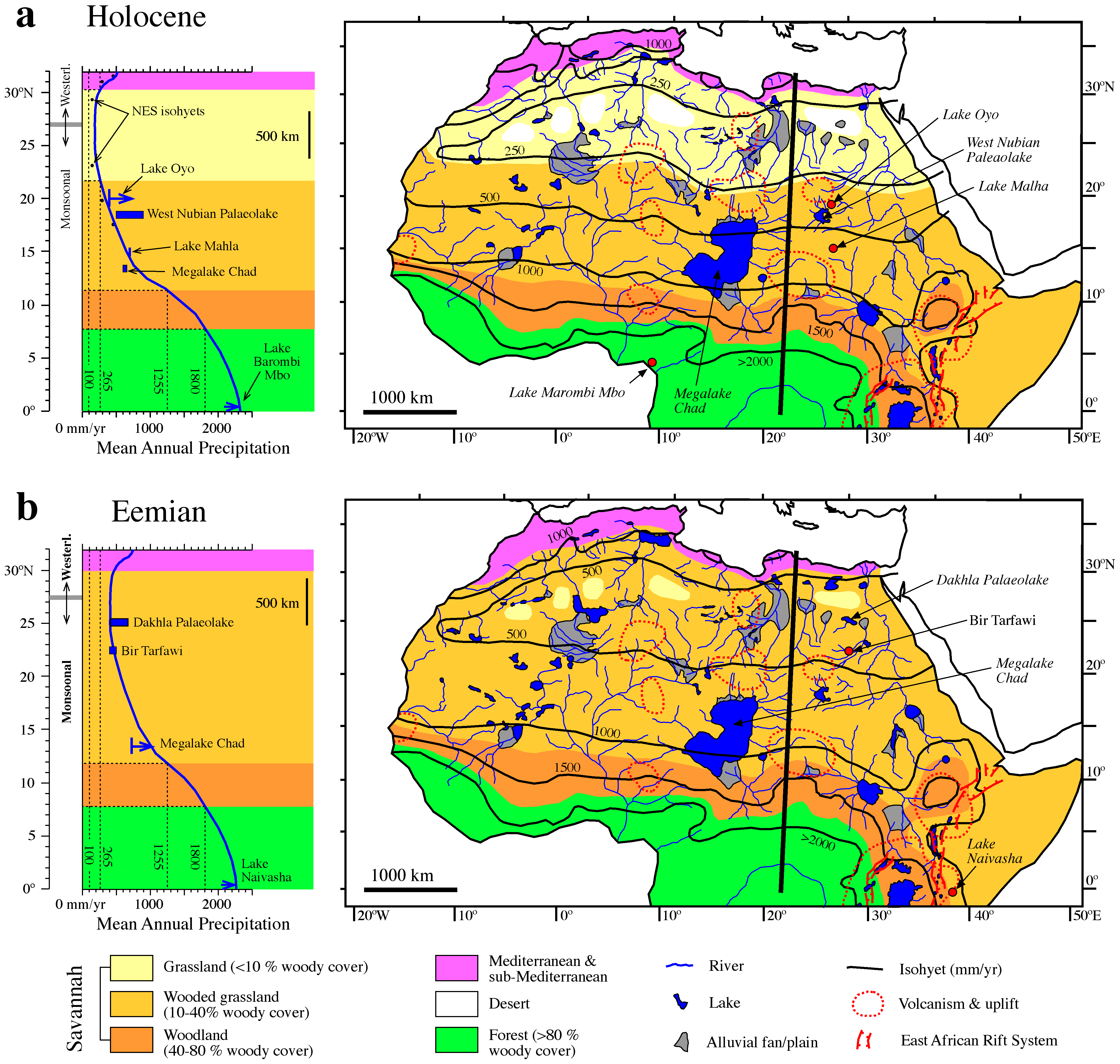
早期全新世（顶部，大约12,000至7,000年前）的植被和水体，以及伊梅期（底部）

由于人类单地起源说的原因，史前北非的历史对于理解非洲的前人类及早期现代人类历史具有重要意义。一些研究者假设，现代人类最初走出非洲大陆时，北非而非东非可能是他们离开非洲的出发点（即“现代人类单地起源说"理论中的“走出非洲”迁徙）
中北非最早的居民留下了重要的遗迹：例如，在塞提夫的艾因·赫内赫（Ain-Hnech）发现了北非最早的人类居住遗迹，可追溯至260万年前。在靠近赛伊达地区（约公元前200,000年）也发现了遗迹；事实上，最近的研究在该地发现了奥都万技术的迹象，并将其年代推前至公元前180万年。
最近在摩洛哥的杰贝勒·伊尔胡德（Jebel Irhoud）发现了一些最古老的智人（Homo sapiens）遗骸；这表明，早期智人可能早在距今30万年前就已分布于整个非洲，而不仅仅是在约20万年前才出现在东非。据研究作者让-雅克·于布兰（Jean-Jacques Hublin）表示：“我们的观点是，早期的智人（Homo sapiens）在非洲大陆各地分布，人类现代性的各种特征分别在不同地区出现，因此今天我们所说的‘现代人类’，其实是非洲多个地区共同演化的结果。”早期人类可能由一个在非洲各地分布、彼此通婚的庞大种群构成，其扩散受到当时较为湿润气候的推动，这种气候在约33万年至30万年前造就了一个“绿色的撒哈拉”。因此，现代人类的兴起可能是在整个非洲大陆范围内发生的，而非局限于某一个特定地区。
2019年9月，科学家基于260次CT扫描，通过计算机技术重建出代表最早期现代人的、现代人类与其共同祖先的虚拟头骨形态。研究指出，现代人类可能是在距今约26万年至35万年前，通过东非与南部非洲多个种群的融合而逐渐形成的。
位于阿杰尔高原北部的塔西利·纳杰尔，发现了撒哈拉岩画的洞穴壁画,以及在其他地点发现的这些岩画，描绘了中北非地区在 非洲湿润期（约公元前8000年至公元前4000年）期间日常生活的生动场景。北非部分地区开始在公元前6千年左右参与新石器革命，紧接着大约公元前3500年，撒哈拉沙漠因地球轨道倾斜而迅速荒漠化。就在这段时期，驯化的植物和动物被引入该地区，并从北部和东部向西南部扩散。有人推测，快速干燥地区与家畜引入之间存在关联，自然（轨道引起的）干旱过程因放牧导致的灌木扩散和土地开阔而被进一步加剧。尽管如此，公元前3500年后北非生态环境的变化，为王朝文明的形成和如吉萨金字塔等宏伟建筑的建造提供了背景。

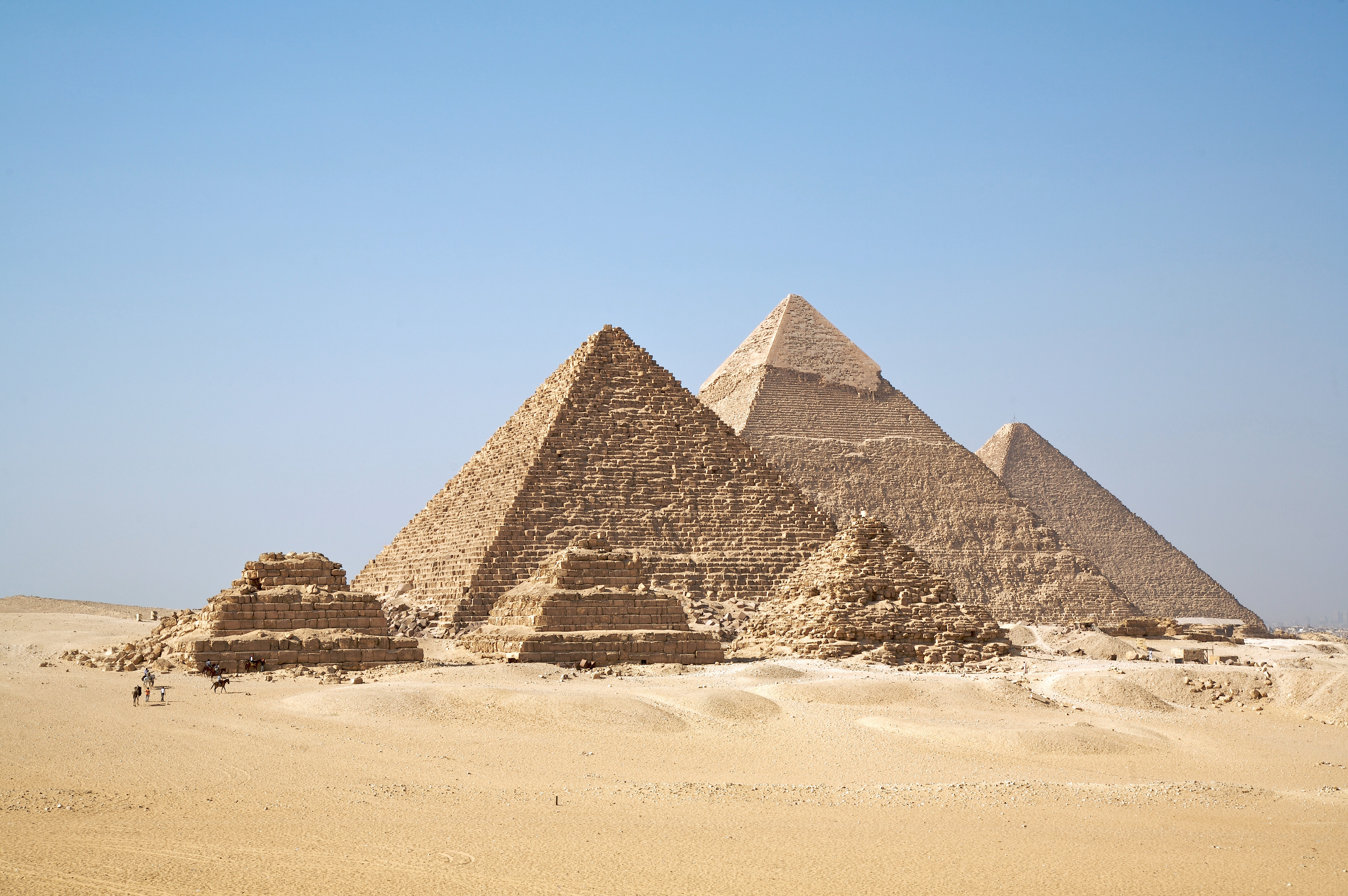
吉萨金字塔是古埃及文明中最具代表性的标志之一

考古证据表明，努比亚地区早在晚更新世时期就有人类聚居，自公元前5千年起人口定居明显，而在同期埃及尼罗河谷的人类存在证据“缺乏或极为稀少”，这可能与遗址保存问题有关。多位学者认为，埃及文明的非洲起源可以追溯到公元前五千年左右，尼罗河谷埃及和苏丹地区出现的牧民社区。
埃及进入青铜时代时，马格里布地区仍以小规模自给自足的方式为主，由高度流动的小型群体组成。一些腓尼基和希腊殖民地于公元前7世纪在地中海沿岸建立。

## 自然地理

### 气候
除地中海沿岸为地中海气候外，基本为热带沙漠气候。

### 地貌
1.以高原為主體，境內幾乎全為沙漠氣候，因此人口集中於尼羅河兩岸的帶狀綠洲與高原北側亞特拉斯山脈的小盆地。
2.兩河流域至尼羅河帶狀綠洲的地區為廣義的肥沃月彎。

## 人文

### 语言
基本为阿拉伯语。并分为埃及阿拉伯语、阿尔及利亚阿拉伯语、苏丹阿拉伯语、突尼斯阿拉伯语等。另外還有柏柏爾語，其中摩洛哥將柏柏爾語列入官方語言中，另外也有部份北非國家也可通行法語。

### 民族
主要为阿拉伯人。其他为柏柏尔人、撒哈拉人、科普特人及贝都因人等少数民族。

### 宗教
多信仰伊斯兰教。其他少数族裔则有信仰基督教、新教及原始信仰等。

## 經濟

### 概述
相較於撒哈拉以南非洲國家，北非在其經濟發展和生活水準都高於除南部非洲外的非洲其他它地區。

### 产业
第一产业：石油和磷矿丰富

## 外部連結
- 维基共享资源上的相關多媒體資源：北部非洲
- North of Africa